# Llac Hayden
El llac Hayden, anomenat Lake Hayden o Hayden Lake en anglès, és un llac al comtat de Kootenai (Idaho, Estats Units). El llac Hayden és un dels diversos llacs del nord d'Idaho; la seva costa està plena d'habitatges i té un accés públic limitat. Hi ha quatre embarcadors, tres d'ells públics. El llac és un aflorament de l'aqüífer Spokane Valley-Rathdrum Prairie. Originàriament conegut com Lake Hayden, avui dia és més conegut com Hayden Lake, per coincidir amb la ciutat homònima situada a la riba del llac.